# Élections législatives de 2025 à Sainte-Hélène
Les élections législatives de 2025 à Sainte-Hélène ont lieu le 3 septembre 2025 afin de renouveler les membres du Conseil législatif de Sainte-Hélène.
Aucun parti politique n'existant sur l'île, l'ensemble des candidats sont indépendants.

## Contexte

Julie Thomas

Les précédentes élections d'octobre 2021 sont les premières organisées depuis le référendum consultatif de mars de la même année, qui introduit un chef de gouvernement élu par le Conseil législatif, le ministre en chef, qui nomme ensuite quatre ministres parmi les membres du Conseil, sur le modèle d'un système parlementaire classique,. À l'issue du scrutin, la nouvelle assemblée organise sa session inaugurale le 25 octobre au cours de laquelle est choisi le tout premier ministre en chef de Sainte-Hélène, Julie Thomas.
Le 10 février 2025, les élections sont convoquées par le gouverneur Nigel Phillips, à la demande de la ministre en chef Julie Thomas, pour le 3 septembre suivant, avec une dissolution du Conseil législatif sortant le 30 juin. Les candidats ont jusqu'au 20 août pour présenter leur candidature,.

## Système politique et électoral
L'île de Sainte-Hélène fait partie du territoire d'outre-mer du Royaume-Uni de Sainte-Hélène, Ascension et Tristan da Cunha dans l'océan Atlantique, organisé sous la forme d'une monarchie parlementaire. L'île fait partie de la Couronne britannique et le roi du Royaume-Uni Charles III en est nominalement chef de l'État. Elle est représentée par un gouverneur, actuellement Nigel Phillips.
Le Conseil législatif est un parlement monocaméral composé de 15 députés dont trois ex officio — le secrétaire en chef, le secrétaire des finances et le procureur général, nommés par le gouverneur —, et 12 personnes élues pour 4 ans selon un mode de scrutin plurinominal majoritaire dans une unique circonscription. Les habitants ont autant de votes qu'il y a de sièges, à raison d'un vote par candidats. Les 12 candidats ayant reçu le plus de votes sont déclarés élus.